# Klika

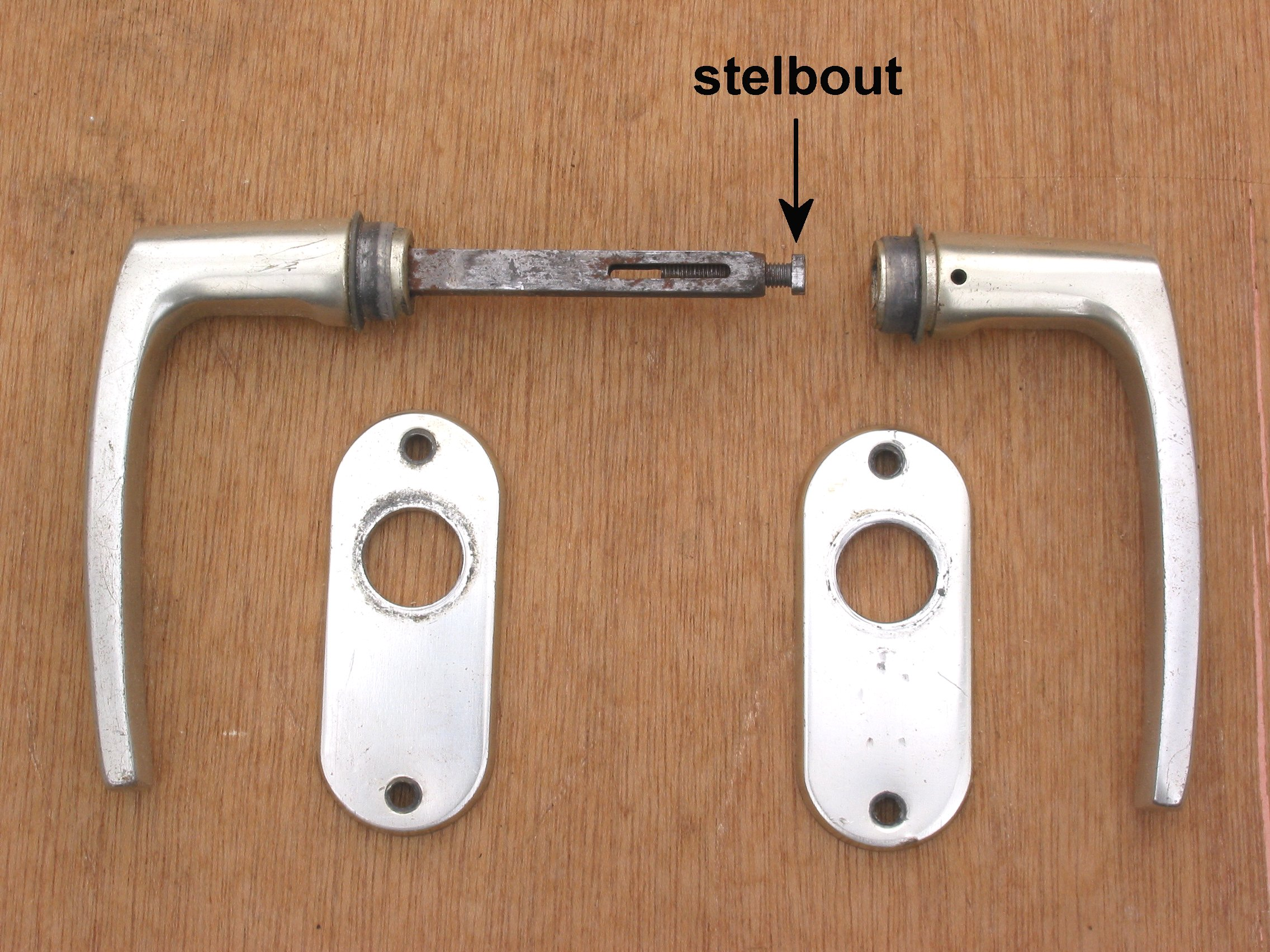
Rozebraná klika se štítky

Klika je rukojeť k otevírání a zavírání dveří, oken a dalších jim podobných záklopných mechanismů. Pracuje na jednoduchém principu, podobném kolu na hřídeli, kde moment síly vyvinutý (obvykle lidskou rukou) na kliku otáčí mechanismem dveřního či okenního zámku apod.

## Konstrukce
U starších konstrukcí nasazených zámků, jaké se dodnes někde vyskytují na půdách, ve sklepích a v hospodářských zařízeních, je závora zámku pevně spojena s klikou, takže se při stisknutí kliky zvedne ze zubu na zárubni dveří. Novější a průmyslové kliky pro dveře se zadlabaným zámkem jsou spojeny čtyřhranem, který prochází otočným ořechem s pákou, jež posouvá západku („střelku“) zámku. Aby klika vlastní vahou nepadala dolů, je otočný ořech v zámku podpírán spirálovou pružinou.

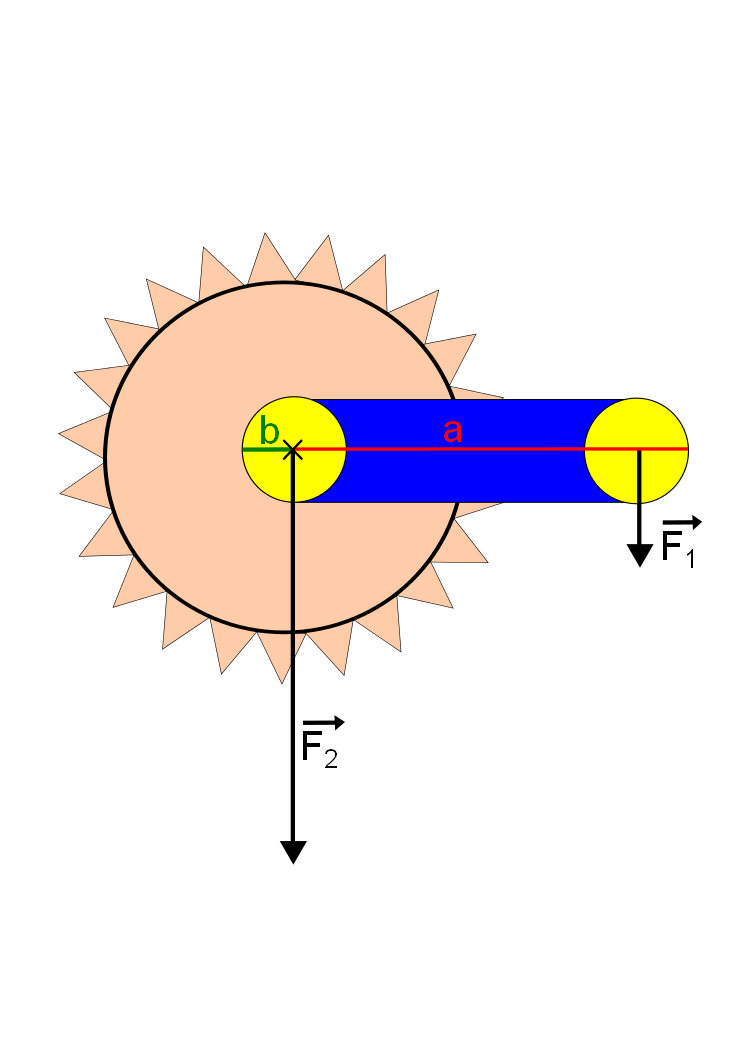
Síly a ramena při používání kliky

Místo běžné pákové kliky se někdy používaly i otočné kliky, například oválné nebo se dvěma krátkými raménky. U vstupních dveří domu i bytu se vnější klika často nahrazuje pevným knoflíkem, takže se dveře dají otevřít pouze klíčem. Místo kliky se v USA, Velké Británii a dalších zemích běžně užívají kruhové otočné knoflíky, někdy se zabezpečovacím tlačítkem uprostřed, které je třeba stisknout.

## Vzhled
Kliky jsou prakticky téměř vždy opticky velmi výraznou součástí dveří nebo okna, neboť viditelně vyčnívají z jejich povrchu. Z tohoto důvodu musí být také vhodně esteticky navrženy. Design dveřní či okenní kliky musí splňovat jak základní ergonomické požadavky (snadnost obsluhy rukou i od osoby slabší tělesné stavby) tak i požadavky estetické a architektonické povahy. Okna i dveře a jejich kliky jsou velmi často důležitou součástí interiéru i exteriéru budovy a jejich návrh by měl odpovídat celkovému účelu a povaze příslušné stavby, budovy, místnosti apod. To je také důvod, proč například na historickém zámku (dveřním zařízení i stavbě) najdeme nejčastěji kovové kliky, zdobně vytepané či vykované do nějakého zajímavého uměleckého tvaru spíše než „obyčejné“ kliky bakelitové, či hliníkové běžně známé z obyčejných oken či dveří.

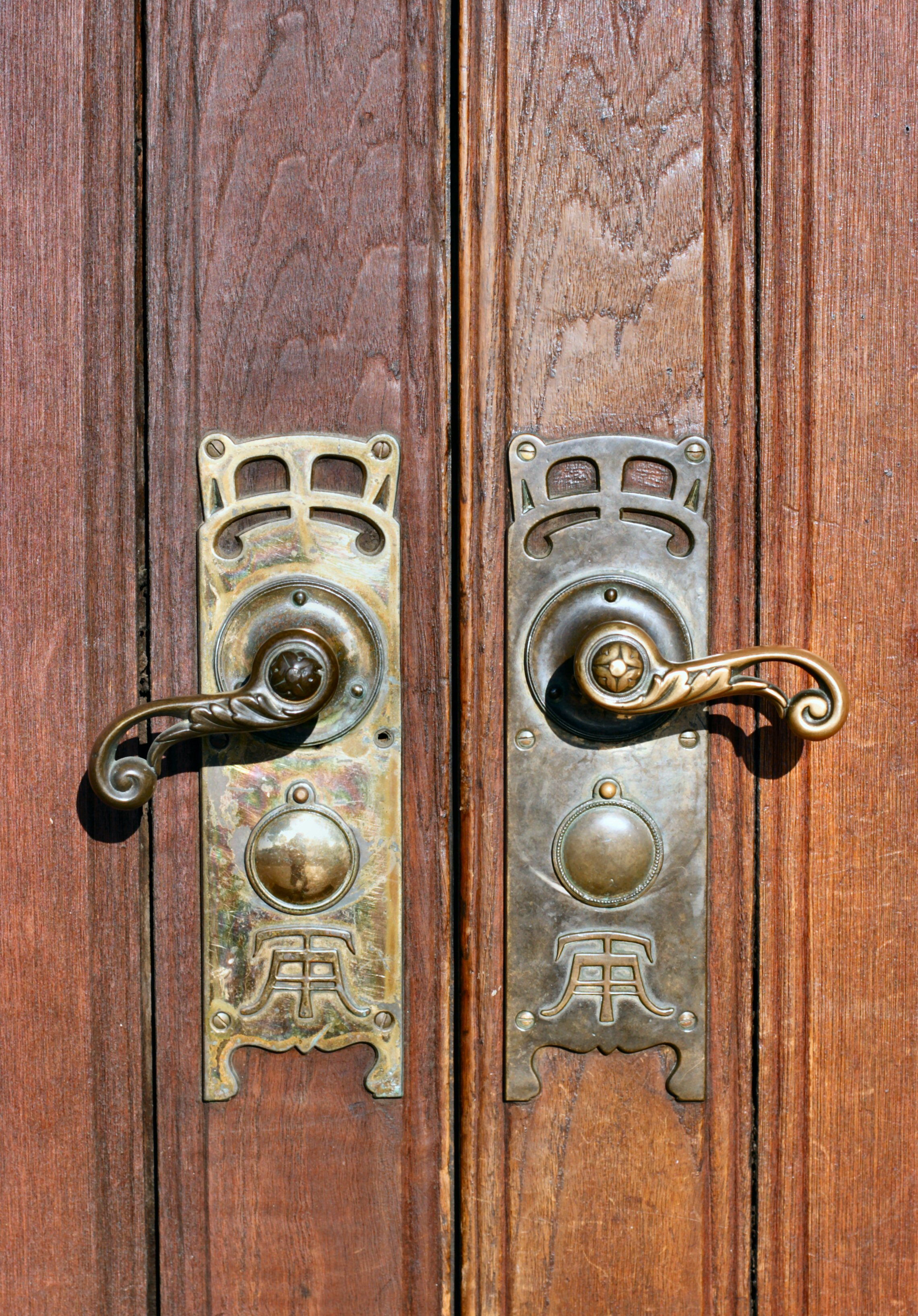
Ozdobné secesní kliky